# José Felipe Voloch
José Felipe Voloch (ngày 13 tháng 2 năm 1963, Rio de Janeiro) là nhà toán học người Brazil, ông làm việc trong lĩnh vực lý thuyết số và hình học đại số. Ông là giáo sư tại trường University of Texas.. Voloch nhận bằng tiến sĩ từ đại học University of Cambridge vào năm 1985, người hướng dẫn là John William Scott Cassels.. Ông là thành viên của Brazilian Academy of Sciences. Hiện tại ông đã công bố hơn 100 bài báo khoa học.

## Công bố khoa học
- Coleman, Robert F.; Voloch, José Felipe (1992), "Companion forms and Kodaira-Spencer theory", Invent. Math., 110: 263–281, doi:10.1007/bf01231333, MR 1185584